# Mordellistena praesagita
Mordellistena praesagita là một loài bọ cánh cứng trong họ Mordellidae. Loài này được Kangas miêu tả khoa học năm 1988.